# Ernest Libérati
Ernest Libérati (ur. 22 marca 1906 w Oranie, zm. 2 czerwca 1983) – francuski piłkarz o algiersko-włoskich korzeniach grający na pozycji napastnika.

## Kariera klubowa
Urodzony w zamieszkałej w Algierii francuskiej rodzinie Ernest Libérati rozpoczął karierę w Amiens SC, amatorskim klubie, który mimo posiadania w kadrze tak dobrych wówczas graczy jak Célestin Delmer, Paul Nicolas czy Urbain Wallet nie osiągnął w latach 30. nic – nawet w rodzimej Pikardii. To jednak za czasów gry w ASC Ernest otrzymał po raz pierwszy powołanie do reprezentacji. W roku 1932 francuska piłka stała się zawodowa, a Libérati przeniósł się do SC Fives. Wkrótce stał się czołowym strzelcem ekipy, która, ustąpiwszy jedynie FC Sète, w sezonie 1933/1934 wywalczyła wicemistrzostwo Francji. Następny sezon Ernest spędził już w Olympique Lillois. Przed sezonem 1944/1945 SC Fives i Olympique Lillois połączyły się, tworząc jeden klub znany od tej pory jako Lille OSC
Latem 1935 roku Libérati ponownie zmienił otoczenie, by przenieść się do FC Sochaux. Tam miał znakomitych partnerów w osobach Étienne Mattlera, Rogera Courtois, Szwajcara André Abegglena oraz Węgra André Simonyiego. Z powodu licznych urazów w tamtym sezonie zdołał rozegrać zaledwie sześć meczów, a Sochaux zajęło czwarte miejsce w rozgrywkach. Kolejny rok spędził już w Valenciennes FC, w 32 meczach strzelając aż 18 bramek.
Według większości źródeł sezon 1937/1938, zresztą ostatni w profesjonalnej piłce, Ernest spędził w Olympique Marsylia. Następnie przeprowadził się do miejscowości Brive-la-Gaillarde, gdzie oprócz pracy w miejscowej policji pełnił funkcję grającego trenera tamtejszej ekipy, ESA Brive.

## Kariera reprezentacyjna
Na przełomie lutego 1930 roku i kwietnia 1934 roku Libérati rozegrał w reprezentacji Francji 19 meczów, w których czterokrotnie trafił do siatki rywali. Był uczestnikiem mistrzostw świata 1930, na których zagrał we wszystkich trzech meczach. Sam bramki nie strzelił, ale to podobno on asystował przy pierwszej bramce w historii mundiali strzelonej przez Luciena Laurenta.

## Osiągnięcia
- wicemistrzostwo Francji z SC Fives (1933/1934)